# 扎门加·巴图克赞加
扎门加·巴图克赞加 （Zamenga Batukezanga，1933年2月20日—2000年6月2日）是刚果民主共和国作家和慈善家。他生于中刚果省，1960年，他憑藉奖学金前往比利时布魯塞爾自由大學学习。1965年回到刚果。1977年，他开设了一家残疾人康复中心。1984年，他出任刚果全国出版商、作曲家和作家协会总干事。